# Droga wojewódzka 664
Die Droga wojewódzka 664 (DW 664) ist eine 63 Kilometer lange Droga wojewódzka (Woiwodschaftsstraße) in der polnischen Woiwodschaft Podlachien, die Raczki mit dem Grenzübergang nach Belarus verbindet. Die Strecke liegt im Powiat Suwalski und im Powiat Augustowski.

## Streckenverlauf
Woiwodschaft Podlachien, Powiat Suwalski
-  Raczki (S 61, DK 8, DW 655)
- Dowspuda
- Sucha Wieś
- Jaśki

Woiwodschaft Podlachien, Powiat Augustowski
- Jabłońskie
-  Janówka (DK 8)
-  Augustów (DK 8, DK 16, DK 61, DW 662)
-  Lipsk (DW 673)
- Kurianka
- Siółko
- Lipszczany
-  Grenzübergang ( Belarus)